# سن لورنس مارکت

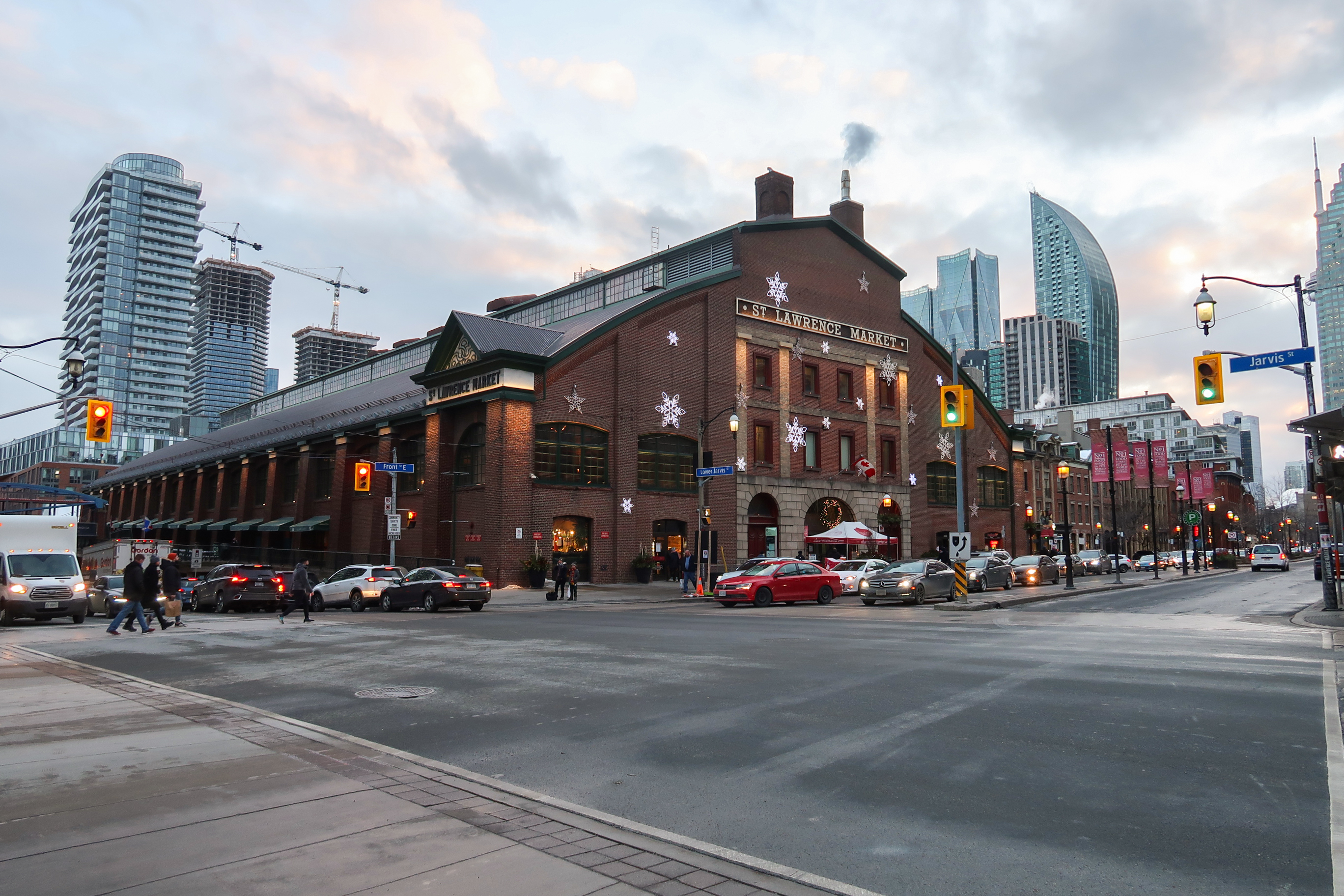

سن لورنس مارکت (انگلیسی: St. Lawrence Market) یک بازار عمومی بزرگ در تورنتو، انتاریو، کانادا است. در امتداد خیابان فرانت (تورنتو) شرقی و خیابان جارویس در محله سن لارنس (تورنتو) در مرکز شهر تورنتو واقع شده‌است.